# Gustava Mösler

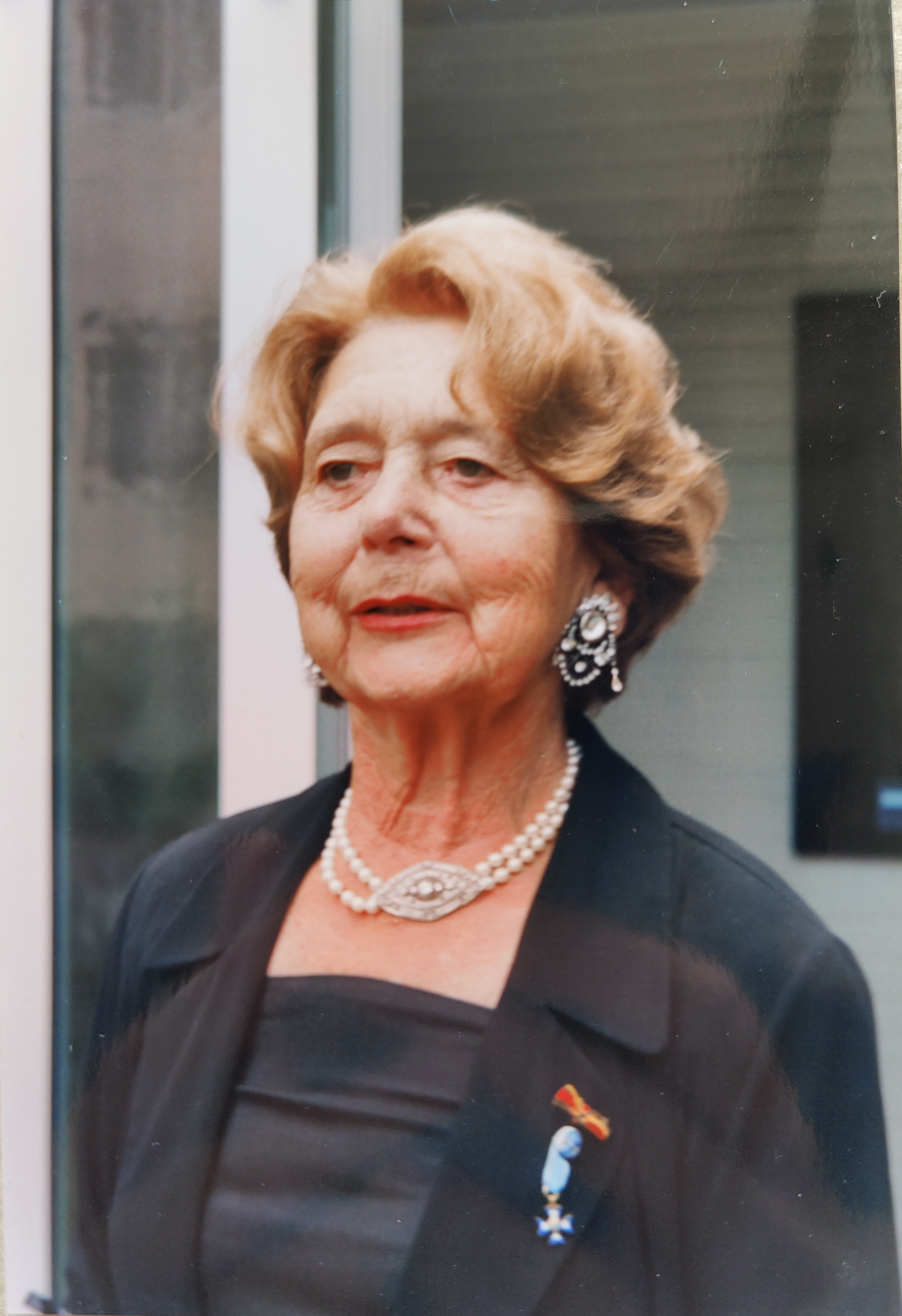
Gustava Mösler

Gustava Mösler (* 13. Dezember 1920 auf Helgoland; † 14. Juni 2021) war eine deutsche Journalistin und die erste Hörfunkdirektorin des BR und der gesamten ARD.

## Leben und Wirken
Gustava Mösler wurde 1920 als erste von zwei Töchtern der Helgoländerin Berta Olsen und des Kölner Offiziers Josef Schiffer auf Helgoland geboren. Im Alter von vier Jahren siedelte die Familie nach Köln um. Gustava verbrachte stets das halbe Jahr mit ihrer Mutter und ihrer Schwester auf der Insel.
Sie studierte an den Universitäten Münster, Wien und München Germanistik und Theaterwissenschaft. Im Jahre 1945 promovierte sie in Germanistik und Theaterwissenschaft in Wien und schloss dann ein Studium der Wirtschaftswissenschaften an. Ihre berufliche Laufbahn begann sie 1950 als freie Mitarbeiterin in der Kulturabteilung des Bayerischen Rundfunks, bei dem sie 1953 eine Festanstellung als Redakteurin erhielt. Ihrer Aussage nach bewegte sie besonders die Aufbruchstimmung nach dem Weltkrieg und der Wunsch, die Demokratie wiederzufinden und der breiten Bevölkerung nahe zu bringen. In den Jahren 1953 und 1955 brachte sie zwei Söhne auf die Welt.
In den folgenden Jahren arbeitete sie als Redakteurin in verschiedenen Redaktionen. Von 1961 bis 1963 übernahm sie die kommissarische Leitung des Sonderprogramms, von 1963 bis 1971 war sie Redakteurin im Nachtstudio und arbeitete in den Kultur- und Wissenschaftsredaktionen des Bayerischen Fernsehens mit. 1971 baute Mösler die Redaktion Wissenschaft auf und wurde 1980 als erste Frau im BR in die Führungsetage zur Leitung der Hauptabteilung Kultur berufen. Sie betonte stets, dass die gesamte Wissenschaft damals in eine Art elfenbeinernen Turm zurückgezogen war und es eine Besonderheit war, dass es ihr und ihrem Team als Journalisten gelang, das Vertrauen der bedeutendsten Wissenschaftler der damaligen Zeit zu gewinnen. In dieser Zeit traf sie im Rahmen ihrer Arbeit viele bekannte Persönlichkeiten und machte internationale Sendungen. Sie stand in regem Briefkontakt mit der Schriftstellerin Ingeborg Bachmann und mit Erika Mann. Im Jahre 1973 interviewte sie unter anderen mehrmals den Nobelpreisträger Konrad Lorenz und den Historiker und Schriftsteller Golo Mann. Auch vor brisanten und umstrittenen Themen schreckte sie nicht zurück und zeigte in ihren Sendungen auch die Grenzen von Wissenschaft und Ethik, beispielsweise in ihrer Dokumentation über die Kopfverpflanzung eines Schimpansen in den USA.
In den 1980er Jahren begannen Thomas Gottschalk und Günther Jauch ihre Tätigkeit beim Bayerischen Rundfunk und taten unter der Ägide von Mösler ihre ersten Schritte als Journalisten. Insbesondere Gottschalk provozierte immer wieder mit seinen zur damaligen Zeit herausfordernden Sendungen den Rundfunkrat und die Kirchenverbände. Mösler verteidigte in ihrer Rolle als Hörfunkdirektorin stets seine Sendungen und betonte immer wieder die Wichtigkeit, auch brisante und tabuisierte Themen journalistisch aufzuarbeiten.
Von 1980 bis 1982 war sie Leiterin der Hauptabteilung Kultur als erste Frau im Bayerischen Rundfunk. 1982 wählte der Rundfunkrat Mösler zur Hörfunkdirektorin des Bayerischen Rundfunks, eine Position, die sie ebenfalls als erste Frau innehatte. Sie bekleidete das Amt bis zu ihrer Pensionierung 1985. Ein Höhepunkt ihrer Amtszeit war die Reform von Bayern 3 und der Ausbau der Welle Bayern 4 Klassik (heute BR-Klassik) zu einem vollen Programm.
Zwischen 1986 und 1991 wurden ihre drei Enkelkinder geboren. Bis ins hohe Alter verfolgte sie kritisch die Veränderungen des Journalismus als vierter Säule der Demokratie. Dem BR und ihren ehemaligen Kollegen blieb sie stets treu.
Gustava Mösler starb am 14. Juni 2021 im Alter von 100 Jahren im Beisein ihrer Familie.

## Ehrungen und Auszeichnungen
1985: Trägerin der Bayerischen Verfassungsmedaille in Silber Nr. 520
Im Juni 1987 erhielt sie das Verdienstkreuz I. Klasse des Verdienstordens der Bundesrepublik Deutschland.
Dem Bayerischen Rundfunk blieb Mösler auch nach ihrer Pensionierung immer verbunden, was unter anderem auch in der Festveranstaltung des BR zu ihrem neunzigsten Geburtstag und in dem Video des BR zu ihrem hundertsten Geburtstag zum Ausdruck kommt.